# Emanuele Blandamura
Emanuele Blandamura (Udine, 19 dicembre 1979) è un pugile italiano.

## Biografia

### Biografia e inizi della carriera dilettantistica
Nasce a Udine nel 1979. Dopo la separazione dei suoi genitori viene affidato ai suoi nonni paterni a Roma.Inizia la carriera di pugile a 18 anni con i suoi primi maestri Guido Fiermonte e Alberto Mancini. Ha disputato 44 incontri totali da dilettante anche con la Nazionale Italiana diventando 3 volte campione regionale, vicecampione d'Italia, medaglia d’argento al torneo Sabač. È passato poi al professionismo nel 2007.

### Carriera da professionista
Passa professionista nel 2007 con i maestri Antonio Zonfrillo e Franco Federici disputando con loro 8 match vincenti. A partire dal 2010 è entrato a far parte del team di allenatori Eugenio Agnuzzi, Roberto D'Elia e Valerio Monti. Ha poi cambiato il manager Mario Loreni, passando nella scuderia della OPI della famiglia Cherchi.
Nel 2011 ha conquistato la prima vittoria battendo ai punti Manuel Ernesti in un match valido per il titolo del Mediterraneo WBC dei pesi medi. Dopo questo successo è stato premiato dal comune di Roma, per il Pugilato, come atleta dell'anno 2011.
Il 16 giugno 2012 a Fregene, nel sottoclou del mondiale World Boxing Council fra Domenico Spada e Mariusz Cendrowski, ha conquistato il titolo internazionale WBC Silver, battendo per Kot al 10º round il pugile livornese Luca Tassi.
Il 6 luglio 2013 a Civitavecchia, nella riunione che ha visto Silvio Branco conquistare il titolo Silver WBC del pesi massimi leggeri, Blandamura ha sconfitto il lettone Andrej Loginovs, infliggendogli due atterramenti e vincendo ai punti. Il 22 novembre dello stesso anno, a Frontino nelle Marche, ha battuto ai punti in sei riprese il lituano Ruslans Pojonisevs.
Il 25 gennaio 2014 ha combattuto e vinto ai punti a Stoccarda contro l'austriaco Marcos Nader, diventando così il nuovo campione dell'Unione europea dei pesi medi. 
Il 26 luglio 2014 non riesce a conquistare il titolo europeo vacante perdendo contro il futuro campione del mondo Billy Joe Saunders, per KO tecnico all'8º round. 
Si trasferisce a Civitavecchia e si allena con il maestro Mario Massai. Dopo aver superato 2 match di collaudo, il 2 giugno 2015 perde contro il campione Michelle Soro per KO tecnico all'8º round. Ritorna a Roma nelle mani di Eugenio Agnuzzi. Dopo due vittorie, viene nominato nuovamente sfidante ufficiale all’Europeo contro il connazionale Matteo Signani.
Il 3 dicembre 2016 riesce a conquistare il titolo europeo, ancora vacante, battendo Matteo Signani. Blandamura difende il titolo d’Europa vincendo contro Alessandro Goddi nel 2017, dopo 12 round. Da numero sei al mondo gli viene concessa la possibilità di battersi per il titolo del mondo WBA.
Nell'aprile 2018 sfida il campione olimpico e mondiale Ryōta Murata, ma perde a Yokohama per KO tecnico all'8º round.
Il suo ultimo incontro è stato contro Marcus Morrison, tenutosi a Roma nel 2019 presso il Foro Italico, dove fu sconfitto e concluse definitivamente la sua carriera pugilistica, con un palmares di 33 match di cui 29W-4L
Nel novembre 2017 è stato coautore della sua biografia, scritta a quattro mani con il giornalista del Corriere Dello Sport Dario Torromeo, dal titolo Che Lotta è la Vita, edito dalla casa editrice Absolutely Free. Il 15 luglio del 2024 esce il suo secondo libro Fuori e Dentro dal Ring scritto a quattro mani con il Prof Antonino Mancuso (Professore di Pedagogia applicata allo sport) edito dalla casa editrice Lab DFG.   :Chi lo ha detto che se sei fatto in un determinato modo non puoi cambiare? “Io ho subito i miei traumi da adolescente è vero, ma ho capito di aver utilizzato i traumi in modo errato, sono stato abbandonato allora devo essere violento e maleducato? Questa è una  scelta di chi vogliamo essere . Si dice che nulla rimane uguale ed è vero, l’acqua non è mai uguale eppure apparentemente lo è.Lo psicologo Alfred Adler diceva: Non sono i traumi a definire chi siamo ma siamo noi ad usare i traumi per giustificarci da quello che facciamo.